# 7028 Татікава
7028 Татіка́ва (7028 Tachikawa) — астероїд головного поясу, відкритий 5 грудня 1993 року.
Тіссеранів параметр щодо Юпітера — 3,293.
Названо на честь міста Татікава (яп. たちかわ(立川) татікава).